# 余秀芷
余秀芷（1974年—），暱稱袖子，出生於台北，是台灣的身心障礙作家、廣播節目主持人。

## 生平
余秀芷在1974年生於台北，從小學習美術，畢業後在出版社擔任美編，之後在父親開設的旅行社上班，並兼職模特兒。在1998年罹患了不明疾病，雙腳失去知覺，進而無法行走，必須以輪椅代步。後來她在各機構分享生命經驗，或在自殺防治中心、生命教育機構等單位傳播自己的經歷，並致力於推動無障礙空間的普及，屢屢受邀就此議題發表演說，或撰文評論相關時事。曾有某次受邀到台灣的離島演講，但遭到航空公司拒載，後來她進行抗議活動，促進立法委員修訂《身心障礙者權益保障法》，使航空公司不得拒載身障者。2004年時出版自傳《堅持，就會看見希望》，獲得時任中華民國總統陳水扁的勉勵。2005年獲周大觀文教基金會頒贈第8屆全球熱愛生命獎章。
曾主持電視節目《點燈》，在漢聲廣播電台的主持人張巍瀧的引介下進入廣播主持界，主持過節目《減嘆SHOWTIME》，2019年，憑著在漢聲廣播電台主持的《45度角的天空》獲得第54屆廣播金鐘獎社會關懷節目主持人獎。